# Забежув (Опольське воєводство)
Забежув (пол. Zabierzów, нім. Zabierzau, 1936-45: Hinterwalde) — село в Польщі, у гміні Вальце Крапковицького повіту Опольського воєводства.
Населення — 142 особи (2011).
У 1975-1998 роках село належало до Опольського воєводства.

## Демографія
Демографічна структура станом на 31 березня 2011 року:
|          | Загалом | Допрацездатний вік | Працездатний вік | Постпрацездатний вік |
| -------- | ------- | ------------------ | ---------------- | -------------------- |
| Чоловіки | 75      | 15                 | 47               | 13                   |
| Жінки    | 67      | 12                 | 37               | 18                   |
| Разом    | 142     | 27                 | 84               | 31                   |